# Großenwörden
Großenwörden est une commune allemande de l'arrondissement de Stade, land de Basse-Saxe.